# Medicus curat, natura sanat
La locuzione latina Medicus curat, natura sanat, può essere tradotta letteralmente come: il medico cura, la natura guarisce.
Nella saggezza latina con questa locuzione si vuole intendere che la scienza medica è subalterna al corso naturale della malattia e del tempo.